# Murad Ismail Said
Murad Ismail Said (15 de dezembro de 1982) é um futebolista profissional palestino que atua como defensor.

## Carreira
Murad Ismail Said representou a Seleção Palestina de Futebol na Copa da Ásia de 2015.